# Departamento de Soto (Santander)
Soto fue uno de los departamentos en que se dividía el Estado Soberano de Santander (Colombia). Tenía por cabecera a la ciudad de Bucaramanga. El departamento comprendía territorio de la actual región santandereana de Soto.

## División territorial
El departamento al momento de su creación (1859) estaba dividido en los distritos de Bucaramanga (capital), California, Floridablanca, Girón, Los Santos, Matanza, Piedecuesta, Rionegro, Suratá, Tona y Vetas.